# Comitato paralimpico russo
Il comitato paralimpico russo (in russo Паралимпийский комитет России?) è un comitato paralimpico nazionale per lo sport per disabili della Federazione Russa.

## Storia
A causa della invasione russa dell'Ucraina del 2022, gli atleti paralimpici russi partecipano ai giochi paralimpici di Tokyo del 2021.